# Beaurepaire, Isère
Beaurepaire je naselje in občina v vzhodnem francoskem departmaju Isère regije Rona-Alpe. Leta 2009 je naselje imelo 4.611 prebivalcev.

## Geografija
Kraj leži v pokrajini Daufineji 30 km jugovzhodno od Vienne.

## Uprava
Beaurepaire je sedež istoimenskega kantona, v katerega so poleg njegove vključene še občine Bellegarde-Poussieu, Chalon, Cour-et-Buis, Jarcieu, Moissieu-sur-Dolon, Monsteroux-Milieu, Montseveroux, Pact, Pisieu, Pommier-de-Beaurepaire, Primarette, Revel-Tourdan, Saint-Barthélemy in Saint-Julien-de-l'Herms z 12.188 prebivalci.
Kanton Beaurepaire je sestavni del okrožja Vienne.

## Zanimivosti
- cerkev sv. Mihaela iz 15. stoletja,
- Château de Barrin.